# Mercado de abastos (Algeciras)
El Mercado de Abastos, también llamado Mercado Ingeniero Torroja, es un edificio racionalista situado en el municipio español de Algeciras, provincia de Cádiz. Diseñado por el ingeniero de caminos Eduardo Torroja Miret, fue ejecutado por el arquitecto Manuel Sánchez Arcas en 1935 en la Plaza Nuestra Señora de La Palma en sustitución del mercado construido en el mismo lugar en 1827.
El edificio tiene planta octogonal con una cúpula de 47,76 metros de diámetro sin apoyos internos sustentada por ocho pilares con viseras formadas por cúpulas voladizas situadas en los tramos entre pilares. En el centro de la cúpula se encuentra una claraboya de 10 metros de diámetro que da luz al interior. Declarado Bien de Interés Cultural por la Consejería de Cultura de la Junta de Andalucía el 25 de octubre de 2001 como el mejor ejemplo del Movimiento Moderno en la región.
Desde su inauguración ha sido uno de los centros neurálgicos de la localidad por situarse en él el mercado de abastos principal y por ser el elemento principal en alguna de las celebraciones más destacadas de la ciudad.

## Historia
La plaza Baja de Algeciras, también llamada plaza de Nuestra Señora de la Palma, es uno de los escasos espacios urbanos consolidados desde la repoblación de la ciudad en el siglo XVIII. Su proximidad al puerto pesquero hizo que en 1819 el mercado que tradicionalmente se celebraba en la calle Sacramento fuera trasladado a esta zona. El primer mercado de puestos fijos fue terminado en 1827, tenía planta cuadrada con cuatro entradas en los vértices y soportales hacia el interior donde se situaban los puestos. En 1928 este mercado había quedado obsoleto y las reparaciones necesarias para su rehabilitación eran insuficientes, por lo que un año después comienza a construirse un nuevo edificio a las afueras de la ciudad en la zona denominada Huerta del Ancla, junto a la actual plaza Joaquín Ibáñez. La fuerte oposición ciudadana a este proyecto hizo que las obras se abandonaran y se convocó un concurso para un nuevo mercado en su emplazamiento original.
El proyecto del mercado de abastos de Algeciras fue presentado por Eduardo Torroja en enero de 1933 y aprobado por el ayuntamiento de la ciudad en diciembre de ese mismo año. En junio de 1934 comenzaron las obras y a finales de agosto de 1935 habían concluido. La ocupación del edificio no se produjo hasta agosto de 1936 cuando el ayuntamiento provisional nombrado tras el golpe de Estado solicitó a los comerciantes de la ciudad que comenzaran a utilizar los puestos asignados.
El edificio original tenía puestos fijos únicamente en el anillo exterior quedando el interior diáfano tras el desmonte de los puestos. Por eso mismo no se instaló un cerramiento en las puertas. Las diferentes obras realizadas con posterioridad a su construcción, la construcción de puestos fijos sin una tipología ni tamaño ordenado y la instalación de puertas y cierres hizo que la obra perdiera gran parte de su naturaleza. Del mismo modo el crecimiento desordenado de los edificios de los alrededores, todos ellos muy superiores en volumen al mercado enmascaró este dentro de la trama urbana de la ciudad.

## Descripción

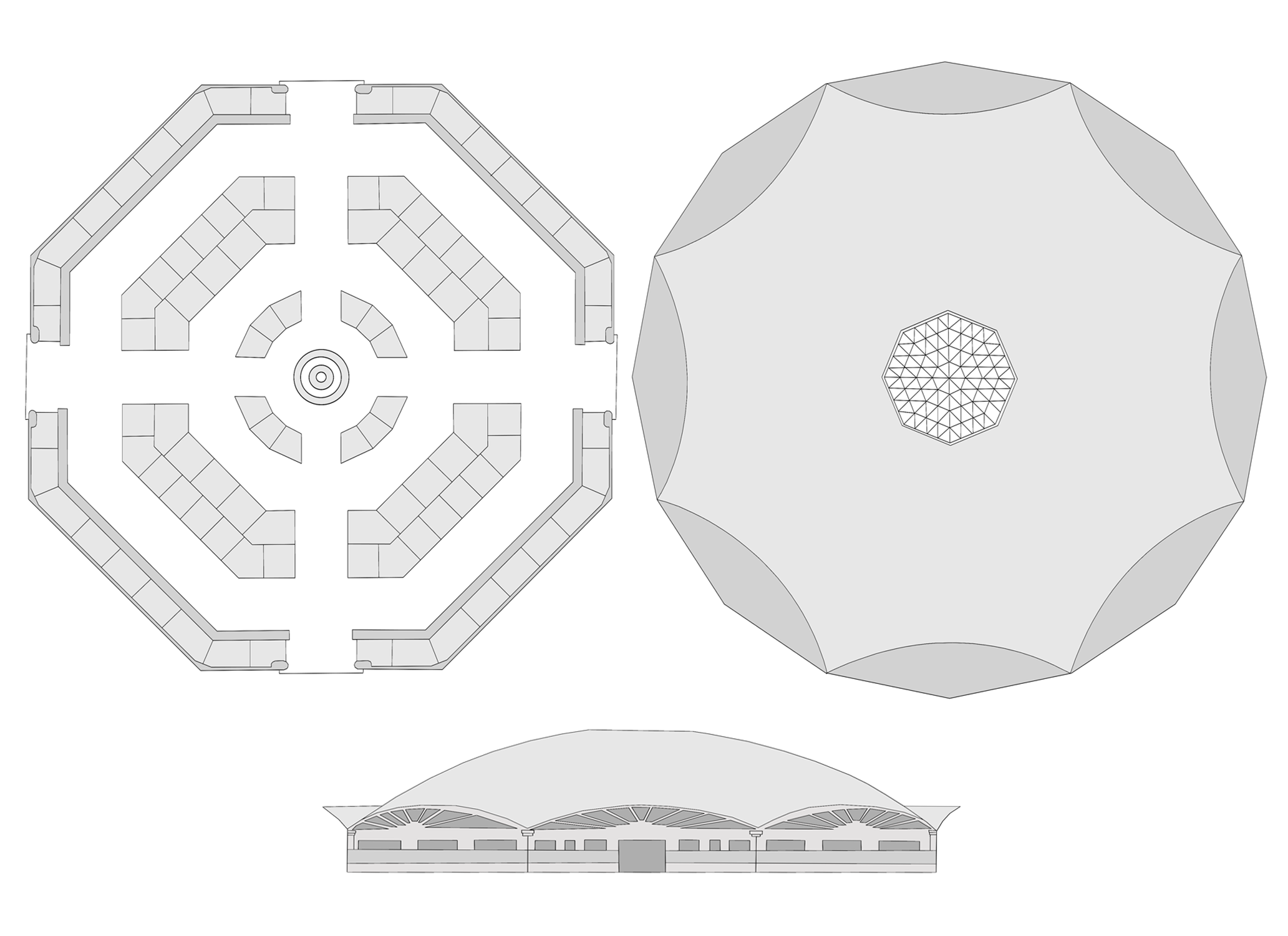
Plano del Mercado Ingeniero Torroja.

El edificio cubre un espacio octogonal con 18,20 metros de lado que ocupa el centro de la plaza. Descansando sobre los ocho pilares se encuentra la cubierta formada por una cúpula laminar de hormigón sin apoyos internos de 47,76 metros de diámetro, 44,10 metros de radio de curvatura y 41,20 metros de diámetro. La lámina de la cúpula es continua con 9 cm de espesor en su zona central y 50 en la zona de unión a los pilares y perforada por una claraboya de 10 metros de diámetro formada por elementos prefabricados de hormigón y cristales triangulares. 
La cúpula descansa toda ella sobre 8 pilares periféricos quedando volada en forma de visera de bóveda cilíndrica en los tramos intermedios que distribuyen el peso de la cúpula a los apoyos al tiempo que deja paso a la luz al interior. Los pilares se encuentran ceñidos por un cinturón con dieciséis redondos de 30 milímetros, atrevimiento que luego repetiría Eduardo Torroja en las viseras del Hipódromo de la Zarzuela de Madrid, que se tensaron antes del encofrado de la cúpula provocando el levantamiento de la estructura original de esta. Reforzando la estructura en la parte alta de los pilares se sitúa un cinturón tensor compuesto por 16 varillas de acero que se continúa con un mallado del mismo material en toda la cúpula protegido por un segundo encofrado. Las paredes entre pilares son sencillas, con ladrillo visto y carecen de ornamentación salvo en la parte alta de los pilares y en el centro de los vanos.
En el espacio interior se sitúan cien puestos de venta en cuatro anillos concéntricos, el primero de ellos con 36 puestos adosado al muro. Estos puestos se comunican mediante las calles formadas entre los diferentes anillos y cuatro calles radiales que conducen a sendas puerta de entrada. La obra original no contemplaba la presencia de puertas al ser los puestos del mercado móviles. Esta obra vanguardista, funcional y diáfana, con escasísimos detalles decorativos en puertas y pilares, es uno de los hitos de la arquitectura española del siglo XX.
Su cúpula fue la más grande de la historia durante 30 años (1935-1965), hasta que se construyó el Astrodome en Houston (Texas, Estados Unidos).